# توماس پین
توماس پین (به انگلیسی: Thomas Paine) (۹ فوریه ۱۷۳۷ [۲۹ ژانویه ۱۷۳۶ به سبک قدیم] – ۸ ژوئن ۱۸۰۹) روشنفکر، دانشور، انقلابی و ایدئال‌گرای انگلیسی الاصل و از پدران بنیانگذار ایالات متحده آمریکا بود. وی بیشتر عمر خود را در آمریکا و فرانسه گذراند.

## فعالیت‌ها
او در ۱۷۷۴ میلادی به مستعمرات آمریکایی بریتانیا وارد شد و به عنوان یک رساله‌نویس رادیکال، با نوشته‌های قدرتمند خود به کمک انقلاب آمریکا آمد. مهم‌ترین رساله‌های وی عبارتند از عقل سلیم که رساله‌ای است آتش‌افروز در حمایت از استقلال آمریکا از پادشاهی بریتانیای کبیر و بحران آمریکایی (۱۷۷۶–۱۷۸۳) مجموعه کتابچه‌هایی در دفاع از انقلاب آمریکا.
در دهه ۱۷۹۰، توماس پین بیشتر در فرانسه زندگی کرد و در انقلاب فرانسه شرکت جست. وی فلسفه سیاسی خود را در کتاب حقوق انسان (به انگلیسی: Rights of Man) (۱۷۹۱) -تا اندازه‌ای - در دفاع از انقلاب فرانسه عرضه کرد، این کتاب در جواب دیدگاه ادموند برک دربارهٔ انقلاب فرانسه نوشته شده بود و در عین حال همانند عقل سلیم، در حمایت از آزادی شخصی و حکومت محدود نگاشته شده بود.

## زندان و درگذشت
پین مورد غضب روبسپیر قرار گرفت. در دسامبر ۱۷۹۳ دستگیر و در پاریس زندانی شد ولی در ۱۷۹۴ آزاد شد. در ۱۸۰۲ (یا ۱۸۰۳) به آمریکا بازگشت و حدود شش سال بعد در سن ۷۲ سالگی، در گرینویچ ویلیج در شهر نیویورک درگذشت، درحالی‌که تنها شش نفر در خاکسپاری او شرکت کردند، در نیو راچل دفن شد. در ۱۸۱۹، یک روزنامه‌نگار رادیکال، ویلیام کوبت، جسد او را از خاک بیرون کشید به امید آنکه در خاک انگلستان برای او تشییع جنازه‌ای در خور بر پا کند. اما استخوان‌های او گم شد.

## دیدگاه
پین جامعه را نمایش ایدئال‌های انسان و حکومت را شر ضروری می‌دانست. همچنین وی معتقد به دادارباوری بود.
توماس ادیسون دربارهٔ او گفته‌است: «من همواره پین را از بزرگترین آمریکایی‌ها می‌دانم… از خوش شانسی من بوده که در کودکی با کارهای توماس پین آشنا شدم…»

## نگارخانه

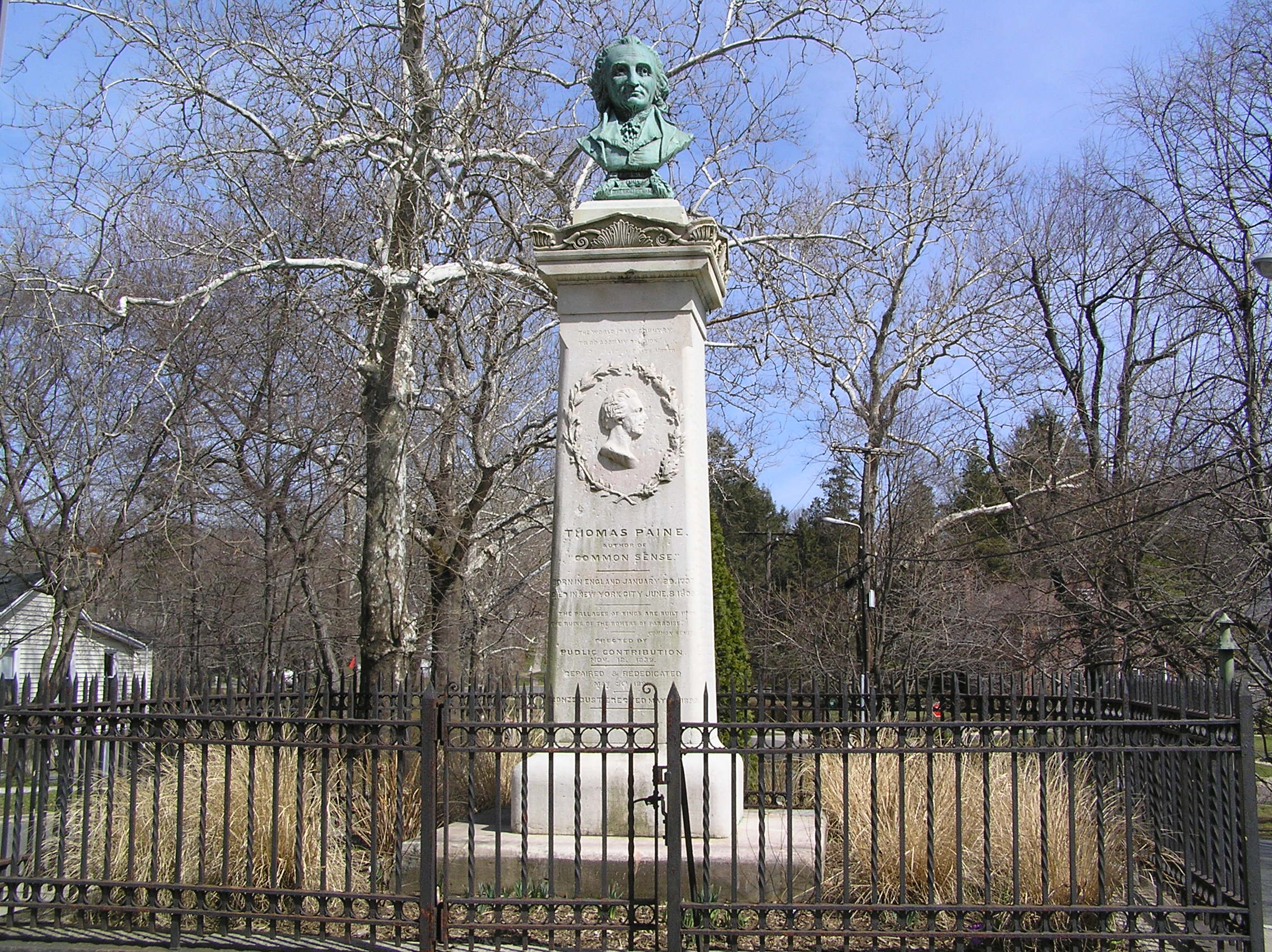
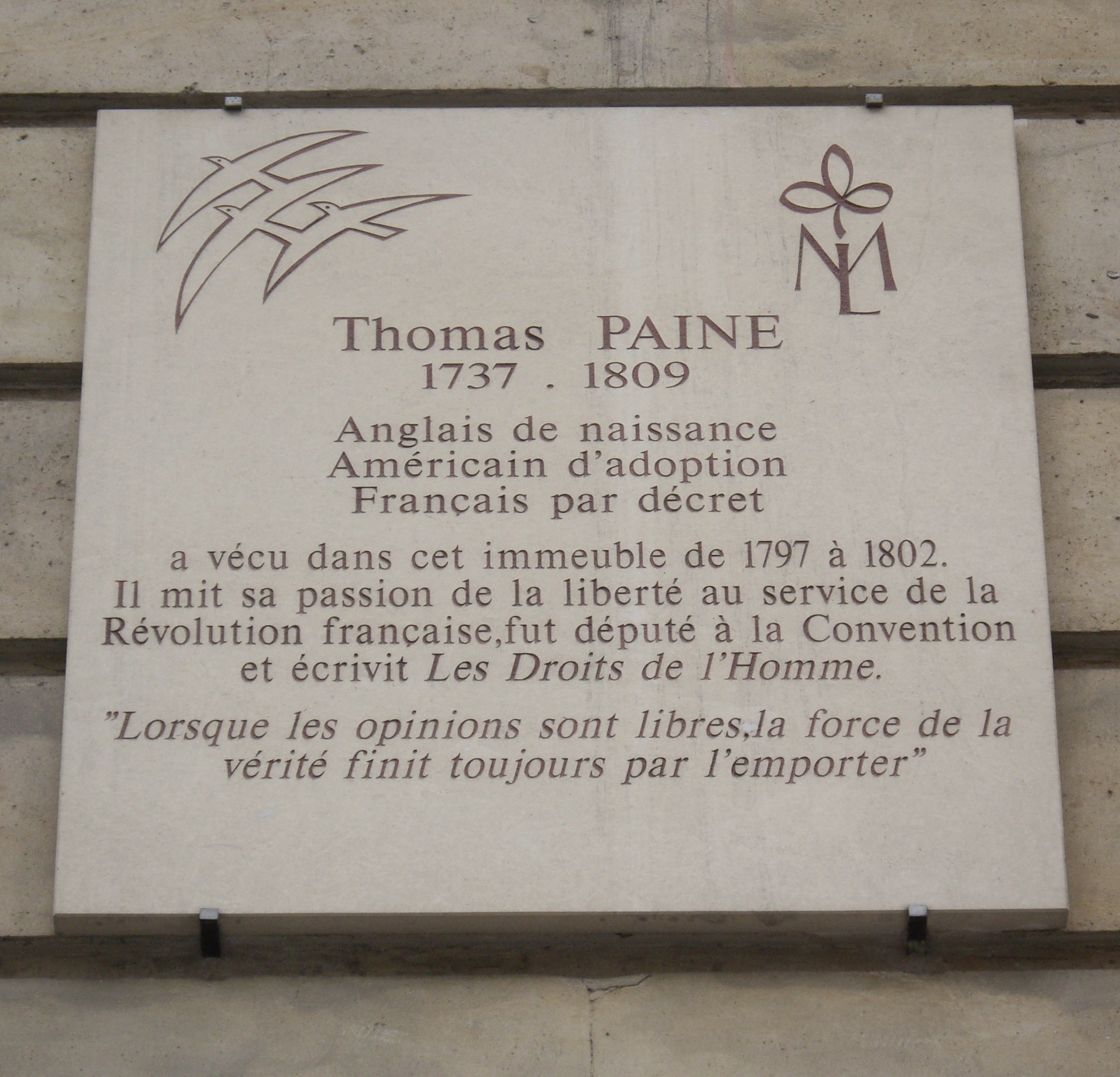
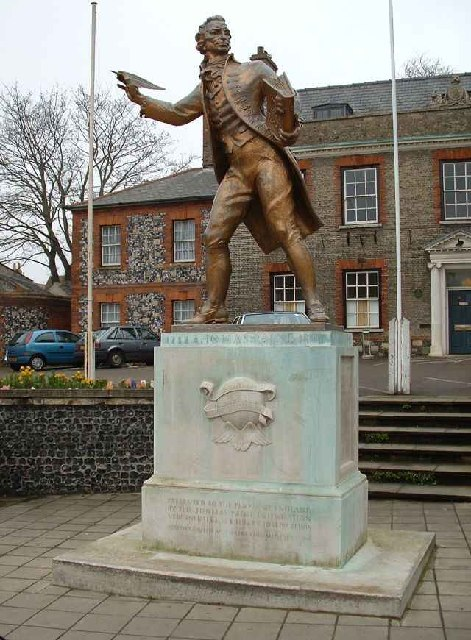
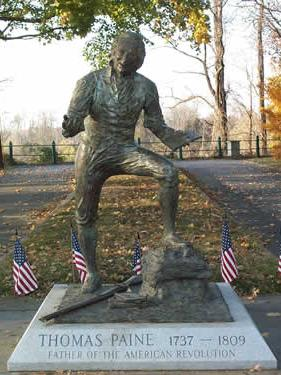